# Verdwijngat

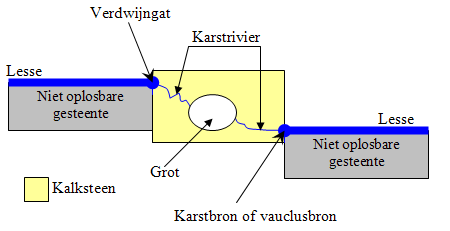
Ontstaan van een verdwijngat en een karstbron, hier bij de Lesse (België)

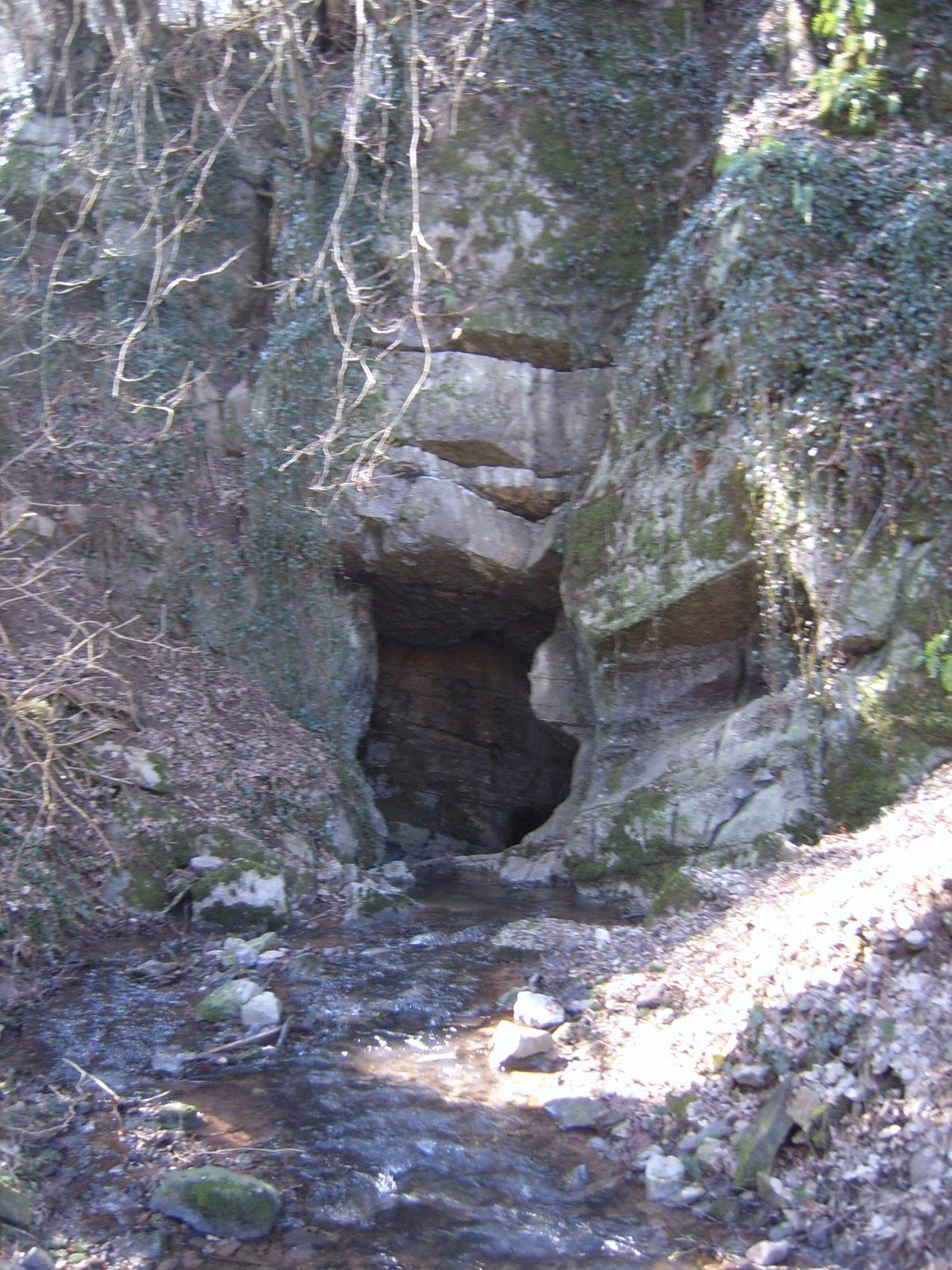
Chantoir du Sotait

Een verdwijngat of chantoir(e) is een plek waar een beek in de grond verdwijnt en ondergronds verder stroomt. De benaming chantoir is afgeleid van het Waalse tchantwère en wordt voornamelijk gebruikt in België en in het noorden en oosten van Frankrijk. Wanneer de stroom in de grond verdwijnt, lijkt het geluid van het water op zingen en zo werd het aangeduid met het woord chantoire dat zingen betekent.

## Ontstaan
Een verdwijngat kan gevormd worden in een kalklandschap. De ondergrondse voortzetting van een watergang wordt karstrivier genoemd. Kalksteen is van zichzelf weinig permeabel (doorlatend) en vaak tamelijk rigide van structuur. Als een kalksteenlaag onder druk staat ontstaan breuken waarlangs grondwater omlaag sijpelt. De kalk aan weerszijden van de breuk lost op waardoor de breuk wijder wordt en meer grondwater naar beneden wordt afgevoerd. Dit verschijnsel heeft tot gevolg dat in kalkgebieden weinig stromen bovengronds lopen. Ze verdwijnen al snel in de bodem waarbij diepe, verticale schachten (karstpijpen) kunnen ontstaan met soms een metershoge waterval.

## België
De chantoires zijn voornamelijk gelegen in de provincie Luik in de regio's Condroz en  Ardennen. Er zijn in de Vallei der Chantoirs (Vallon des Chantoirs) tussen Louveigné en Remouchamps verscheidene verdwijngaten. Ook in de dorpen Harzé, Xhoris, Filot en bij de Roche aux Faucons zijn meerdere chantoires bekend.